# Vesturi á Eiðinum Stadion
A Vesturi á Eiðinum Stadion egy labdarúgó stadion Feröer déli részén, a Suðuroy szigetén fekvő Vágarban. 1924-ben létesítették. Hosszú ideig a VB Vágur otthona volt, majd az egyesülés után a VB/Sumba, mai nevén az FC Suðuroy hazai pályája. Feröer legtöbb pályájához hasonlóan műfüves borítású.